# Markus Graulich

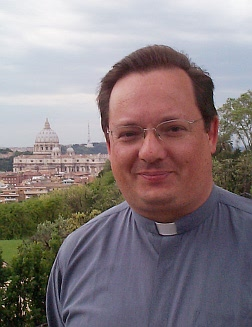
Markus Graulich SDB

Markus J. J. Graulich SDB (* 13. August 1964 in Hadamar) ist ein deutscher Ordensgeistlicher und Kirchenrechtler.

## Leben
Markus Graulich wuchs in Niedertiefenbach auf. Er trat am 15. August 1984 in Jünkerath dem Orden der Salesianer Don Boscos bei und studierte Sozialpädagogik und Katholische Theologie an der Theologischen Fakultät Benediktbeuern. Am 25. Juni 1994 empfing er die Priesterweihe und war zunächst in Essen in der Seelsorge tätig. Nach einem Promotionsstudium wurde er 1999 an der Päpstlichen Universität der Salesianer zum Dr. iur. can. promoviert,  2004 habilitierte er sich mit einer Schrift über Gottlieb Söhngen bei Ilona Riedel-Spangenberger an der Johannes Gutenberg-Universität Mainz.
Markus Graulich war Direktor des Istituto storico di diritto Canonico (Institut für Kirchenrechtsgeschichte) sowie Professor für Grundfragen und Geschichte des Kirchenrechts an der Päpstlichen Universität der Salesianer in Rom. Außerdem war er stellvertretender Dekan der Fakultät für Kirchenrecht.
Er war Teilnehmer an der XI., XII. und der XIII. Ordentlichen Generalversammlung der Bischofssynode und dort für die Synodenberichterstattung in deutscher Sprache verantwortlich.
Am 19. Juni 2009 wurde er durch Papst Benedikt XVI. als Kirchenanwalt (Promotor iustitiae) an den Obersten Gerichtshof, die Apostolische Signatur, und am 22. Dezember 2009 zudem zum Konsultor für das Ständige Generalsekretariat der Bischofssynode berufen.
Im April 2011 wurde Graulich zum Konsultor des Päpstlichen Rates für die Gesetzestexte ernannt. Papst Benedikt XVI. ernannte ihn im am 30. Dezember 2011 zum Auditor (Richter) an der Römischen Rota. Er war damit Nachfolger von Josef Huber als Vertreter des deutschen Sprachraums im Richterkollegium der Rota und erhielt damit selbst den Rang eines Prälaten.
Papst Franziskus ernannte Graulich am 22. Mai 2014 zum Untersekretär des Päpstlichen Rates für die Gesetzestexte. Dieses Amt übte er bis zum August 2024 aus. Im Juli 2024 war er von Papst Franziskus zum Berater einer Expertengruppe zum Bischofsamt berufen worden, die von Felix Genn, dem Bischof von Münster, geleitet wird.

## Schriften
- Unterwegs zu einer Theologie des Kirchenrechts, Schöningh, Paderborn 2005, ISBN 978-3-506-72924-8
- Geweiht zum Dienst. Diakone für die Diözese, in: Ilona Riedel-Spangenberger (Hrsg.): Rechtskultur in der Diözese (Quaestiones Disputatae 219), Herder, Freiburg i. Br. 2006, ISBN 978-3-451-02219-7
- Gottes Wort in Leben und Sendung der Kirche, Festgabe zu Ehren von Prof. P. Dr. Otto Wahl SDB (mit Sven van Meegen), Lit, Münster 2007, ISBN 978-3-8258-0488-6
- Menschen – Rechte (mit Sven van Meegen), Lit, Münster 2008, ISBN 978-3-8258-1494-6
- Hadrian VI. Ein deutscher Papst am Vorabend der Reformation, Schöningh, Paderborn 2009 (Neuauflage 2017, ISBN 3-506-76737-2)
- Familie hat Rechte. Die Charta der Familienrechte (mit Andrea Farina), Schöningh, Paderborn 2010, ISBN 978-3-506-76670-0
- Zwischen Jesu Wort und Norm. Kirchliches Handeln angesichts von Scheidung und Wiederheirat (QD 264) (als Herausgeber mit Martin Seidnader), Herder, Freiburg i. Br. 2014, ISBN 978-3-451-02264-7
- Im Glauben das „Ja“ wagen. Auf dem Weg zur Ehe (mit Ralph Weimann), Herder, Freiburg i. Br. 2015, ISBN 978-3-451-30405-7
- Gelingendes Leben. Wege von Ordenschristen heute (hrsg. mit George Augustin), Verlag Katholisches Bibelwerk, Stuttgart 2015, ISBN 978-3-460-32147-2
- Zehn Jahre Summorum Pontificum. Versöhnung mit der Vergangenheit – Weg in die Zukunft (Hrsg.), Friedrich Pustet, Regensburg 2017, ISBN 978-3-7917-2872-8